# Aelurillus mirabilis
Aelurillus mirabilis là một loài nhện trong họ Salticidae.
Loài này thuộc chi Aelurillus. Aelurillus mirabilis được Wanda Wesołowska miêu tả năm 2006.